# Kasteel van Berat
Het Kasteel van Berat (Albanees: Kalaja e Beratit) is een fort met uitzicht op de stad Berat in Albanië. In dit gebied liggen ook veel Byzantijnse kerken en Ottomaanse moskeeën. Het dateert voornamelijk uit de 13e eeuw. Het is gebouwd op een rotsachtige heuvel op de linkeroever van de rivier de Osum en is alleen toegankelijk vanuit het zuiden.
Na te zijn platgebrand door de Romeinen in 200 v.C., werden de muren in de 5e eeuw versterkt door de Byzantijnse keizer Theodosius II, werd het herbouwd in de 6e eeuw onder keizer Justinianus I en opnieuw in de 13e eeuw onder de despoot van Epirus, Michaël I Komnenos Doukas, neef van de Byzantijnse keizer. De hoofdingang, aan de noordkant, wordt verdedigd door een versterkte binnenplaats en er zijn drie kleinere ingangen.
Het Kasteel van Berat is in zijn huidige staat, ondanks de aanzienlijke beschadigingen, nog steeds een bezienswaardigheid. Het oppervlak dat het kasteel omvat maakte het mogelijk om een aanzienlijk deel van de stedelingen te huisvesten. De gebouwen binnen het fort werden in de 13e eeuw gebouwd en vanwege hun karakteristieke architectuur zijn ze bewaard gebleven als culturele monumenten. De bevolking van het fort was christelijk, en het had ongeveer 20 kerken (de meeste gebouwd in de 13e eeuw) en slechts één moskee, voor de Turkse garnizoensoldaten. Van deze moskee is een ruïne en de basis van de minaret bewaard gebleven. De kerken van de vesting zijn door de jaren heen beschadigd, ook hiervan zijn slechts enkelen zijn bewaard gebleven.
Het Kasteel van Berat is afgebeeld op de achterzijde van de Albanese 10 lek-munt, uitgegeven in 1996 en 2000.

## Belegeringen
- Belegering van Berat (1280–1281)
- Belegering van Berat (1455)
- Slag om Berat (1943)